# فنجان قهوه

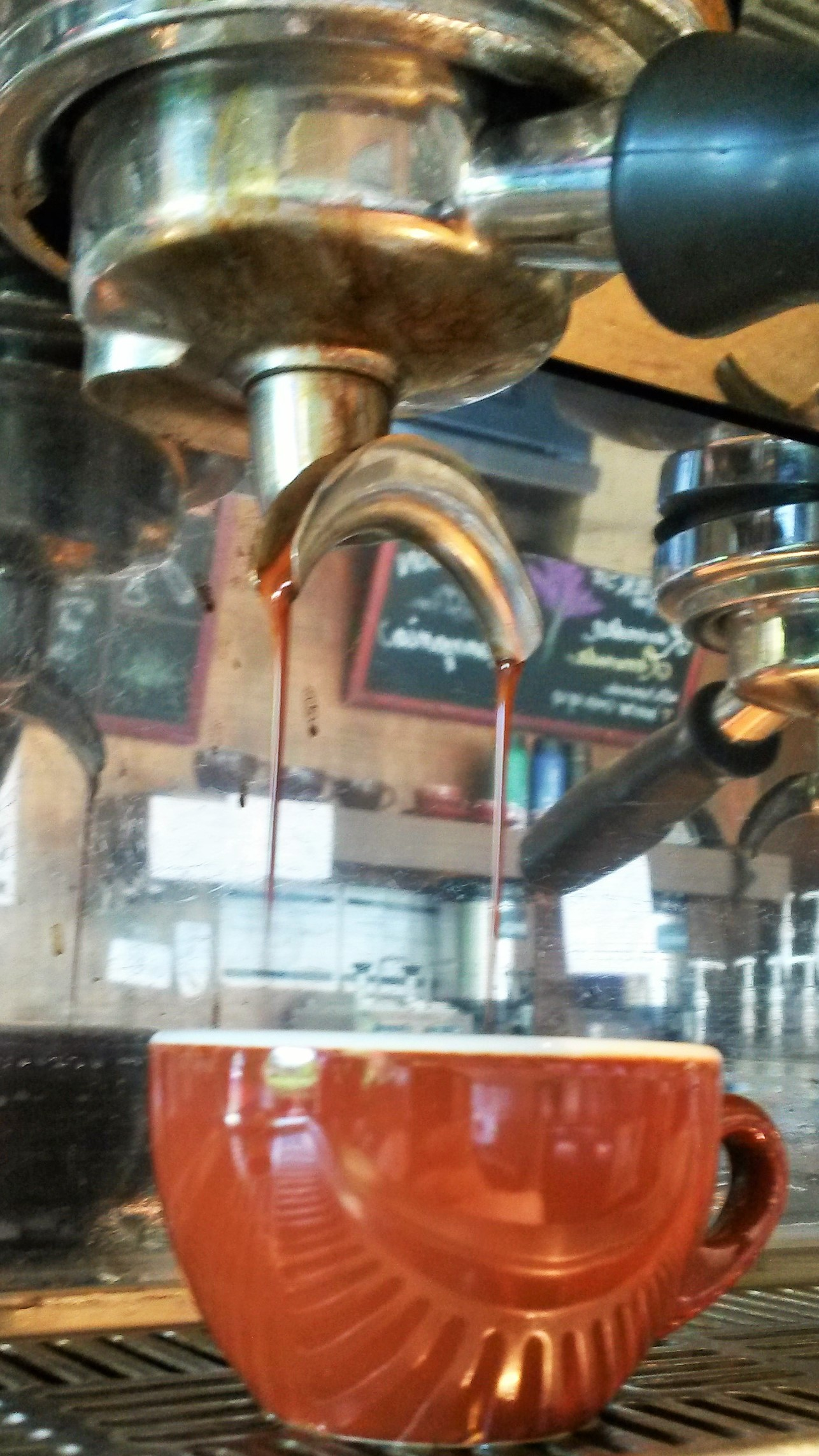
اسپرسو درون این فنجان ریخته می‌شود

فنجان قهوه (به انگلیسی: Coffee cup) ظرفی است که برای نوشیدن قهوه و اسپرسو از آن استفاده می‌شود. فنجان قهوه معمولاً از لعاب سرامیک ساخته می‌شود و یک دسته برای جابجایی دارند به خاطر این که نوشیدنی گرم است. ساخت و ساز سرامیک با توجه به عایق حرارتی اجازه می‌دهد تا یک نوشیدنی را در حالی که گرم است استفاده کرده و به سرعت با آب سرد شستشو دهید بدون ترس از شکستن در مقایسه با ظروف معمولی.

فنجان قهوه ممکن است یک فنجان یکبار مصرف باشد که در آن نوشیدنی‌های گرم از جمله قهوه ریخته شود. فنجان قهوه یکبار مصرف امکان دارد از کاغذ یا یونولیت ساخته شده باشد. در قهوه‌خانه فنجان کاغذی معمولاً برای دادن نوشیدنی به مشتریان در حال حرکت استفاده می‌شود، که با یک آستین فنجان قهوه برای ارائه عایق ضد حرارت انتقال یافته از ظرف استفاده شده است.

## تاریخچه
در گذشته مواد دیگری برای ساخت فنجان قهوه استفاده می‌شد از جمله رس، چوب، شیشه تقویت شده، فلز، سرامیک و پرسلان.

## اشکال و اندازه‌ها

### نوش افزار قهوه‌خانه

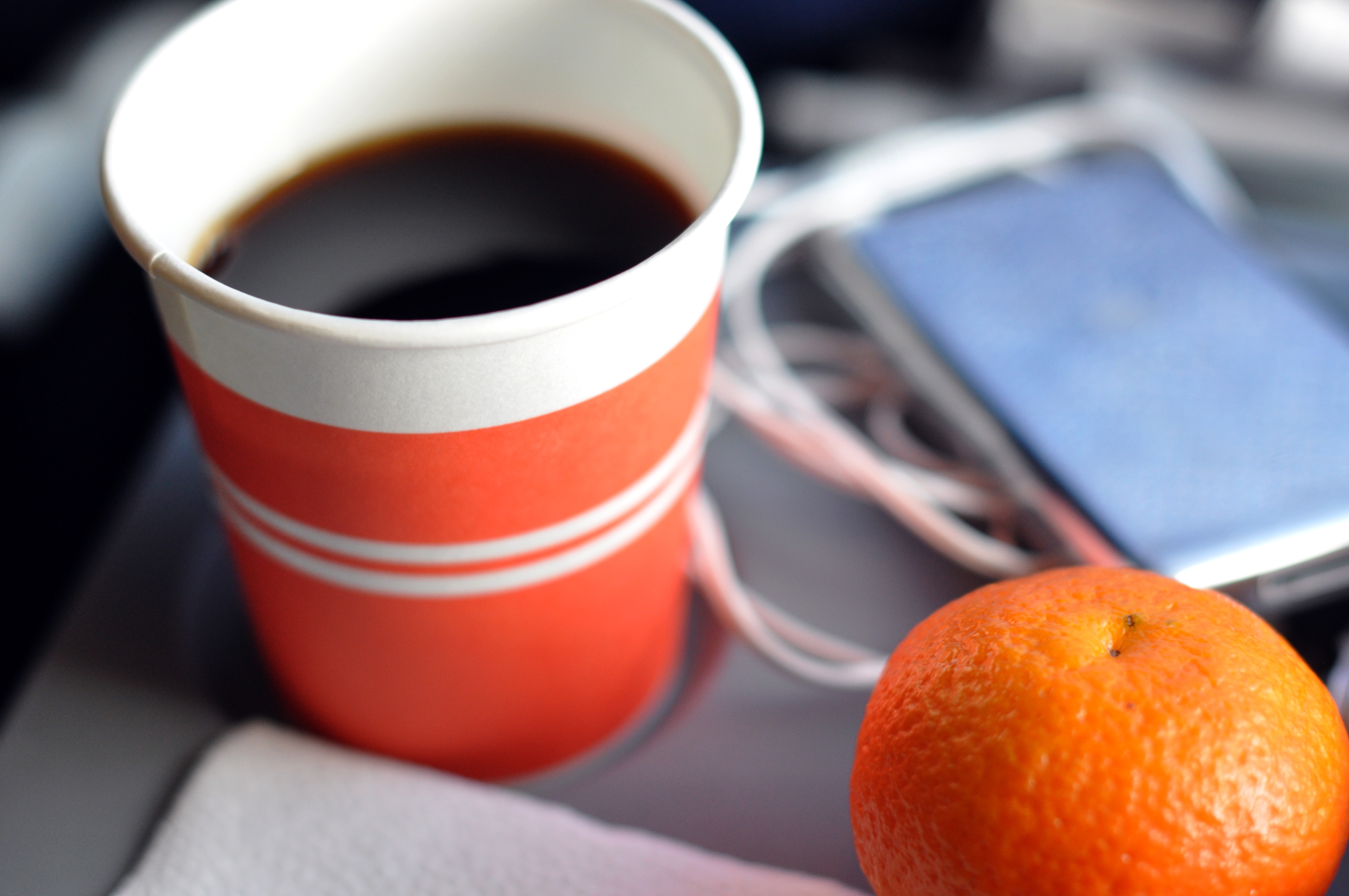
یک فنجان قهوه کاغذی

فنجان قهوه‌خانه در اندازه‌های مختلف وجود دارد، استاندارد برای اندازه‌گیری اندازه فنجان کاغذ معمولاً ۲۲۵، ۳۳۶، ۴۶۰ و گاهی اوقات ۵۷۰ میلی لیتر هستند. این‌ها فنجان‌هایی هستند که کافه موکا، کافه لاته در اختیار دارند.

### کاپوچینو

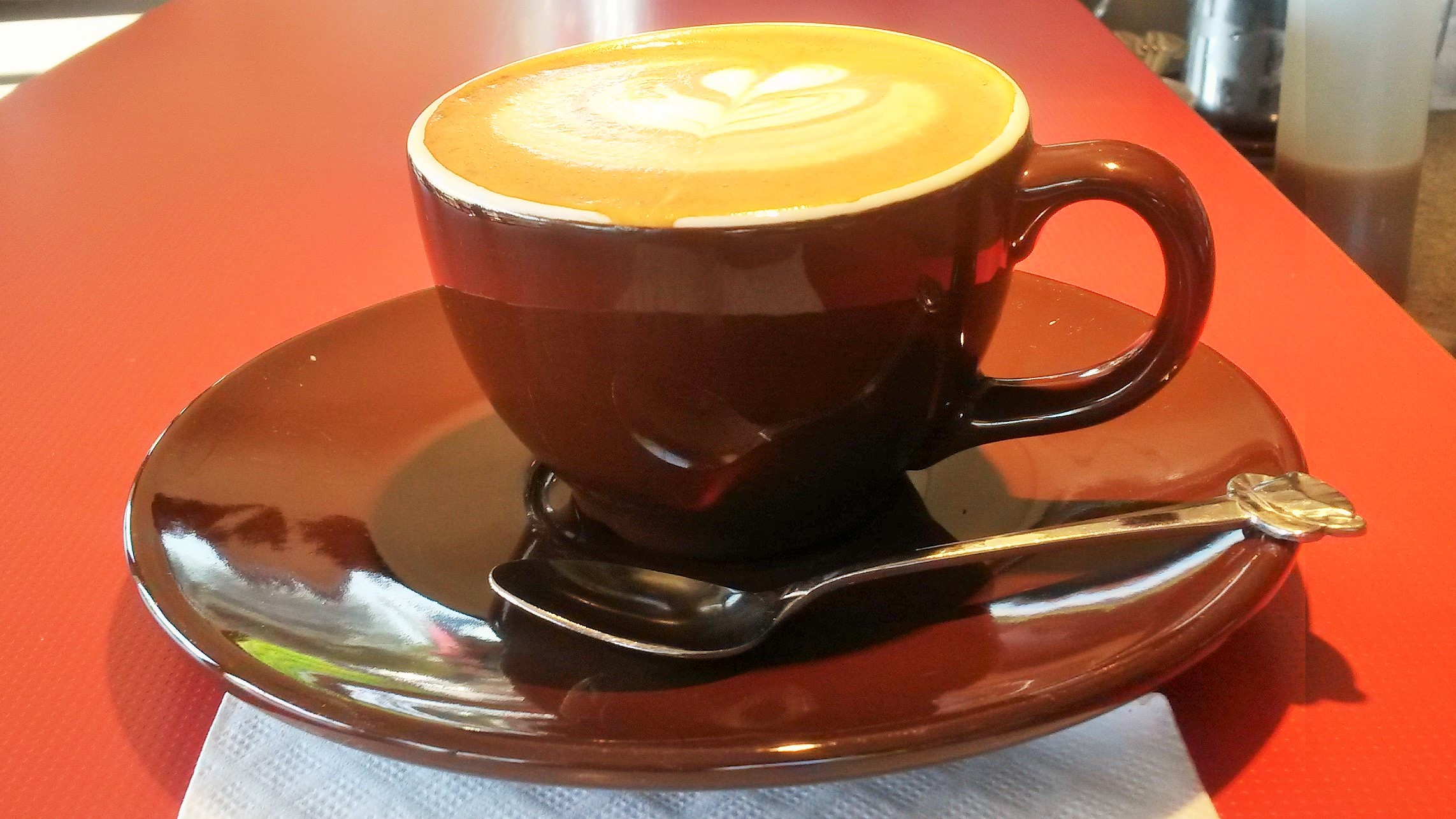
کاپوچینو سنتی در یک فنجان سرامیک، بر روی یک بشقاب، با یک قاشق و یک دستمال سفره.

کاپوچینو در فنجان خود که یک فنجان چینی ۱۷۱ میلی لیتری در بشقاب با غذا عرضه می‌شود. اندازه فنجان نشان دهنده کاپوچینو سنتی، نوشیدنی با نسبت ۱: ۱: ۱ است. ۵۷ لیتر اسپرسو، ۵۷ میلی لیتر شیر پاستا، ۵۷ میلی لیتر فوم یکپارچه.

### دیمیتیس
دیمیتیس یک فنجان مخصوص اسپرسو است. ظرفیت آن ۶۰ تا ۸۰ میلی لیتر است و معمولاً در یک بشقاب عرضه می‌شود.

### جبل‌الطارق یا کورتادو
جبل‌الطارق یا کورتادو در یک ظرف شیشه‌ای ۱۱۵ میلی لیتری عرضه می‌شود.

### شکل جدید
ناسا فنجان فضایی را برای استفاده توسط فضانوردان در ایستگاه فضایی بین‌المللی طراحی کرد. فنجان‌های قهوه به شکل خاصی با چاپگر سه‌بعدی چاپ شده‌اند که جایگزین روش قدیمی نوشیدن مایعات در فضا با مکیدن آنها از یک کیسه است.

## مواد

### پرسلان
پرسلان اجازه می دهد تا حرارت و کرم حفظ شود. با این حال، پرسلان به علت حباب‌های هوا در فنجان خنک می‌شود.

### کاغذ
فنجان کاغذ ممکن است با موم یا پلاستیک برای جلوگیری از نشتی پوشش داده شود. فنجان کاغذ آنتورا طراحی شده توسط لسلای باک برای شرکت جام شری در سال ۱۹۶۳ به عنوان بخش قابل توجهی از زندگی روزمره شهر نیویورک شناخته شده است.

### پلی‌استایرن
پلی‌استایرن که تحت نام تجاری یونولیت شناخته شده است به دلیل توانایی‌های عایق بندی آن مورد استفاده قرار می‌گیرد.

### آستین فنجان قهوه

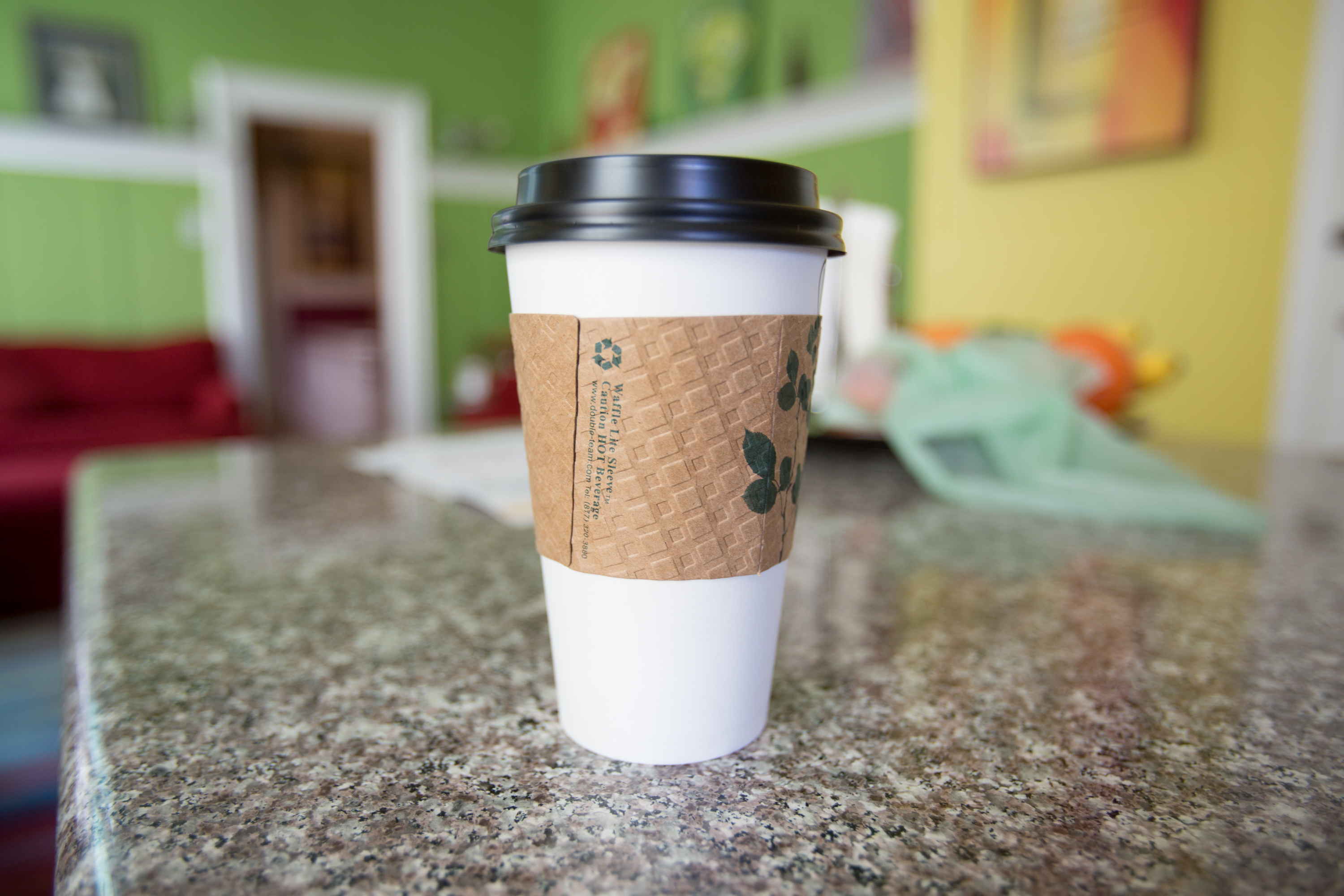
آستین فنجان قهوه بر روی فنجان قهوه.

به طور معمول ساخته شده از بافت نازک مقوا می‌باشد اما می‌تواند از مواد دیگر هم تولید شود. این محصول در هنگام استفاده اجازه می‌دهد که فنجان کاغذی داغ قهوه اعم از اینکه یک یا چند عدد باشند به راحتی و بدون سوختن پوست دست حمل شوند.